# Puerto Concordia
Puerto Concordia è un comune della Colombia facente parte del dipartimento di Meta.
Il centro abitato venne fondato da un gruppo di coloni nel 1973, mentre l'istituzione del comune è del 1º dicembre 1989.